# Assassin's Creed Valhalla
Assassin's Creed Valhalla er et action-adventure-videospil udviklet af Ubisoft Montreal og udgivet af Ubisoft. Spillet er 12. del af hovedserien i Assassin's Creed-spilserien, og er efterfølgeren til Assassin's Creed Odyssey fra 2018. Handlingen er sat i historisk fiktion med faktiske historiske fakta og finder sted i vikingetiden i det 9. århundrede omkring erobringerne af England.
Spillet blev udgivet den 10. november 2020 til de fleste platforme, med en lidt senere udgivelse til PlayStation 5.

## Danske stemmeskuespillere
Hovedrollen i Assassin's Creed Valhalla deles af de danske skuespillere Cecilie Stenspil og Magnus Bruun.